# Cazador blanco, corazón negro
Cazador blanco, corazón negro (título original: White Hunter Black Heart) es una película estadounidense de 1990, producida y dirigida por Clint Eastwood y protagonizada por Clint Eastwood, Jeff Fahey y George Dzundza en los papeles principales. Está basada en el libro homónimo de Peter Viertel. 
Ambientada en la Época de Oro de Hollywood (década de 1930 - década de 1960), relata el trabajo de un equipo de filmación en África. El personaje principal está basado en el director John Huston, el personaje de George Dzundza en Sam Spiegel, productor de The African Queen y el personaje de Jeff Fahey en el escritor Peter Viertel.

## Argumento
Crónica de los acontecimientos que precedieron al rodaje de The African Queen de John Huston. El director viajó a Uganda con el pretexto de localizar los exteriores de la película, pero, una vez allí, se descubre que le es más importante cazar un elefante que el rodaje de la película. De esa manera crea fricción entre él y los demás miembros responsables del rodaje.

## Reparto
- Clint Eastwood: John Wilson
- Jeff Fahey: Pete Verrill
- Charlotte Cornwell: Sra. Wilding
- Norman Lumsden: George
- George Dzundza: Paul Landers
- Edward Tudor-Pole: Reissar
- Marisa Berenson: Kay Gibson
- Roddy Maude-Roxby: Thompson
- Richard Warwick: Basil Fields
- Martin Jacobs: Dickie Marlowe

## Recepción
La película fue un rotundo fracaso comercial, aunque la crítica enseguida le encumbró como uno de los mejores trabajos del director Clint Eastwood. Solo recaudó 2,3 millones de dólares.

## Premios
- Festival de Cannes (1990): Candidata a la Palma de Oro (mejor película).
- Premio CFCA (1991): Candidata al Premio para el mejor director (Clint Eastwood).

## Valoración histórica
Película ambientada en África, en los años 50 del siglo XX. Nos muestra con gran exactitud la forma de vida de la población indígena sometida al trato desfavorable por parte de los europeos. De la misma manera nos transmite una idea acertada del paisaje del continente haciendo especial hincapié en la variedad de su fauna salvaje. Todo ello se produce en la etapa del Protectorado de Uganda, nombre de la actual Uganda cuando estaba integrada al dominio británico, que se extendió desde 1896 hasta 1962.